# 5765 Izett
Az 5765 Izett (ideiglenes jelöléssel 1986 GU) a Naprendszer kisbolygóövében található aszteroida. Carolyn Shoemaker,  Eugene Merle Shoemaker fedezte fel 1986. április 4-én.